# تشبسة الكبيرة (الهايي)
تشبسة الكبيرة (بالفارسية: چب سه بزرگ) هي قرية وتقع في إيران في قسم الهايي الريفي. يقدر عدد سكانها بـ 136 نسمة .